# 세비체
세비체(스페인어: cebiche)는 페루와 에콰도르, 멕시코를 비롯한 태평양 연안 이스파노아메리카 지역의 해산물 요리이다. 생선이나 해산물을 회처럼 얇게 떠 레몬 즙이나 라임 즙, 향신채와 재워 두었다가 먹는 요리로, 특히 페루를 대표하는 국민 음식으로 여겨진다. 

## 이름
스페인어권에서는 지역에 따라 "cebiche", "ceviche", "sebiche", "seviche" 등의 철자로 적는다. cebiche가 가장 보편적이다. 
어원에 관해서는 여러 가지 설이 있다.
- 스페인어 "에스카베체(escabeche)"의 동원어라는 견해는 어원을 모사라베어 "이즈케베치(izkebêch)"로 보는데, 거슬러 올라가면 안달루시아 아랍어 "아수카바지(اَلسُّكَّبَاج)", 그리고 아랍어 "시크바즈(سِكْبَاج)"에 정관사를 붙인 형태인 "앗시크바즈(السِّكْبَاج)"가 나온다. 궁극적인 어원은 팔라비어 "*sḵbʾk'"이다. 페르시아어 "세크바(سکبا)"가 동원어이다.
- "생선"을 뜻하는 케추아어 "시위치(siwichi)"에서 유래했다는 견해가 있다.
- "음식"이라는 뜻의 라틴어 "키부스(cibus)"에서 유래했다는 견해가 있다.

## 만들기
생선이나 해산물을 회처럼 얇게 떠 레몬 또는 라임 즙에 버무리면, 산이 생선/해산물 속 단백질을 변성시켜, 열에 익힌 것처럼 보이게 한다. 고수, 고추, 양파, 소금 등을 넣고 함께 재어 두었다가 낸다. 스페인 이전 페루에서는 패션프루트의 일종인 툼보(tumbo)라는 산미가 높은 과일의 즙으로 만들어 먹었다고 이야기하기도 한다. 

## 같이 보기
- 꼬이 빠
- 오타 이카
- 켈라궨
- 키닐라우
- 플라
- 플리어 삿 꼬
- 회무침